# Ali Ahmad Khan
Ali Ahmad Khan (Mashhad, 1883 – Kabul, 11 luglio 1929) è stato un nobile ed emiro afghano di Jalalabad durante l'interregno della guerra civile afghana (1928-1929).

## Biografia
Nato nel 1883 a Mashhad, Iran, ebbe un ruolo importante nella negoziazione del controverso trattato anglo-afghano del 1919 che pose fine alla terza guerra anglo-afghana, preoccupandosi poi di riportare dalla parte governativa le tribù Khogyani e Shinwari durante rivolta di Khost. Servì inoltre come alto commissario delle province dell'est e del sud dell'Afghanistan.
Durante la guerra civile afghana (1928-1929), ad Ali venne affidata la gestione della rivolta dei Shinwari, compito che portò a termine nel dicembre del 1928. Successivamente, quando Inayatullah Khan rinunciò al trono e al controllo della capitale Kabul a favore di Habibullāh Kalakāni il 17 gennaio 1929, egli fece un ultimo tentativo di salvare la monarchia legittima con la creazione di uno stato rivale con capitale Jalalabad. Il regno di Ali comunque fu piuttosto breve: Malik Qays della tribù dei Khogyani, che inizialmente era stato suo alleato lasciando l'esercito di Kalakani, catturò Ali e lo portò a Kalakani in cambio di 17.000 rupie e del rango di tenente generale, ponendo così di fatto fine al regno di Ali il 9 febbraio 1929.
Ali riuscì a fuggire dalla prigionia e si rifugiò a Kandahar coi figli Ghulam e Nur. Il 3 giugno 1929, Kandahar cadde nelle mani delle forze leali ad Habibullāh Kalakāni, e l'ex emiro venne trovato nella casa di un Hazarah. Suo figlio Nur venne ucciso sul posto, mentre Ali venne arrestato ed inviato a Kabul assieme ad Abd al-Shakur Khan (il ministro della giustizia), a Sad al-Din Khan (figlio di Abd al-Shakur Khan), ad Abd al-Wasi, e ad un mufti. Quando Ali Ahmad Khan giunse a Kabul, venne fatto passare seminudo per i bazar della città, rimanendo poi imprigionato per più di un mese nella capitale afghana. L'11 luglio 1929 venne infine giustiziato.
Sua nipote, Humaira Begum, fu regina consorte dell'Afghanistan.